# Bhilai Charoda
Bhilai Charoda é uma cidade e um município no distrito de Durg, no estado indiano de Chhattisgarh.

## Demografia
Segundo o censo de 2001, Bhilai Charoda tinha uma população de 87 170 habitantes. Os indivíduos do sexo masculino constituem 52% da população e os do sexo feminino 48%. Bhilai Charoda tem uma taxa de literacia de 72%, superior à média nacional de 59,5%; a literacia no sexo masculino é de 80% e no sexo feminino é de 64%. 13% da população está abaixo dos 6 anos de idade.